# Ukk
Ukk is een plaats (község) en gemeente in het Hongaarse comitaat Veszprém. Ukk telt 356 inwoners (2001).